# Ягуново (Башкортостан)
Ягуново (баш. Яуын) — деревня в Кигинском районе Республики Башкортостан Российской Федерации. Входит в состав Ибраевского сельсовета.

## География
Деревня находится на правом берегу реки Ай.

### Географическое положение
Расстояние до:
- районного центра (Верхние Киги): 29 км,
- центра сельсовета (Ибраево): 13 км,
- ближайшей ж/д станции (Сулея): 72 км.

## Население
| 2002 | 2009 | 2010 |
| ---- | ---- | ---- |
| 167  | ↗182 | ↘176 |

### Национальный состав
Согласно переписи 2002 года, преобладающая национальность — башкиры (97 %).